# Коморовский, Станислав Ежи
Стани́слав Е́жи Коморо́вский (пол. Stanisław Jerzy Komorowski; 18 декабря 1953, Варшава, Польша — 10 апреля 2010, Смоленск, Россия) — польский государственный деятель, дипломат и физик. Был послом Польши в Нидерландах, затем в Великобритании. Заместитель министра национальной обороны и заместитель министра иностранных дел.
Погиб в авиакатастрофе в Смоленске.

## Биография
Родился в Варшаве. Родители — Хенрик и Виолетта Коморовские. Учился в Лимановской средней школе в Жолибоже (районе Варшавы). Изучал физику на физическом факультете Университета Варшавы в 1972—1977 годах, и закончил его 11 марта 1978 со специальностью биофизика. Магистерскую работу, посвящённую магнитному резонансу, писал под руководством профессора Давида Шугара.
В 1985 году ему была присуждена степень доктора наук в области физической химии за его работу в области фотоакустики.
В 1978—1990 годах работал в Институте физической химии Польской академии наук.
В 1986 году и в течение полугода (1989—1990 гг.) — научный сотрудник кафедры химии в Университете штата Юты в лаборатории профессора Эдварда Эйринга (США).

### Дипломат
С. Коморовского, не имевшего опыта дипломатической деятельности, принял на работу в Министерство иностранных дел Кшиштоф Скубишевский, в то время министр, стремившийся воссоздать дипломатическую службу в Польше, после смены режима в 1989 году.
В 1991 году был назначен начальником отдела и директором управления кадров Министерства иностранных дел Польши.
В 1991 году — заместитель директора Департамента людских ресурсов МИД Польши.
В 1991—1992 годах — заместитель директора Департамента Европы МИД Польши.
В 1992—1994 годах — директор департамента Европы МИД Польши.
В 1994—1998 годах — Чрезвычайный и Полномочный Посол Польши в Нидерландах.
В 1998—1999 годах — директор секретариата министра иностранных дел Польши.
В 1999—2004 годах — Чрезвычайный и Полномочный Посол Польши в Великобритании. Он сыграл свою роль за кулисами дипломатических событий, приведших к принятию Польши в НАТО, а также в Европейский союз. Он был одним из польских дипломатов «новой волны», которые появились вместе с новым демократическим правительством Польши после соглашения польского круглого стола (Rozmowy Okrąglego Stolu).
В 2004-2005 годах — директор департамента Азии и Тихого океана.
С 10 ноября 2005 года по 9 октября 2006 года — заместитель министра иностранных дел Польши.
С 26 ноября 2007 года по 10 апреля 2010 года — заместитель министра национальной обороны Польши. В министерстве обороны отвечал за иностранные дела и, среди прочих задач, вёл переговоры о развёртывании в Польше американской системы противоракетной обороны.
Посол США Файнштейн после смерти Коморовского сказал:

«Министр Коморовский был нашим неоценимым партнёром по двусторонним вопросам обороны, имеющим жизненно важное значение для обеих странах, включая противоракетную оборону и предстоящее размещение ракет „Пэтриот“ в Польше. С министром Коморовским, сидящим за столом напротив наших переговорщиков во время Американо-польских переговоров по Соглашению о статусе сил, мы знали, что придём к согласию, которое отвечает нуждам обеих сторон, что мы и сделали. Его энергии, его руководства и мастерства в вопросах безопасности будет очень не хватать его американским коллегам в Государственном департаменте и Министерстве обороны США. Америка скорбит о верном друге».
Оригинальный текст (англ.)Minister Komorowski was our invaluable partner on bilateral defense issues of vital importance to both countries, including Missile Defense and the upcoming rotation of Patriot Missiles in Poland. With Minister Komorowski seated across the table from our negotiators during U.S.-Polish talks on a Status of Forces Agreement, we knew we would come up with an agreement that met both sides’ needs, and we did. His energy, his leadership and his mastery of security issues will be sorely missed by his American colleagues at the United States Departments of State and Defense. America mourns a true friend.

## Интересы и личная жизнь
Он увлекался лыжным спортом, был лыжным инструктором, а также теннисистом. В университетские годы он был активным членом ассоциации лыжного спорта (его отец был членом Международной федерации лыжного спорта), и в школьные годы он катался на лыжах с представителями Клуба католической интеллигенции.
Другим его увлечением были парки и сады, и в течение короткого времени в 1990 году у него был небольшой садовый бизнес с женой Марией Коморовской. Позднее, в конце его жизни, он восстановил сад на даче Комаровских Dziewanna на окраине Варшавы.
Другой его страстью была французская культура (будучи студентом, он проводил отпуск во Франции).
Он был женат три раза и имел троих сыновей — Кароля и Мацея от брака с Ирэн Коморовской и Ежи от брака с Марией Коморовской.

## Награды
- Командор ордена Возрождения Польши (2010 год, посмертно)[1]
- Великий офицер ордена Звезды итальянской солидарности (2006 год, Италия)[2]

## Научные публикации
- Cobranchi D. P., Leite N. F., Isak J., Komorowski S. J., Gerhard A., Eyring E. M. Pulsed Laser Photothermal Radiometry and Photothermal Beam Deflection Spectroscopy: Determination of Thermal Diffusivities of Liquids / Ed. by J. C. Murphy, J. W. Maclachlan-Spicer, L. Aamodt, B. S. H. Royce (англ.) // Photoacoustic and Photothermal Phenomena II (Springer Series in Optical Sciences, Vol. 62). — Berlin: Springer, 1990. — P. 328—330.
- Eyring E. M., Leite N. F., Komorowski S. J., Masujima T. Photoacoustic Instrumentation / Ed. by G. W. Ewing (англ.) // Analytical Instrumentation Handbook. — New York: Marcel Dekker, Inc., 1990. — P. 337-360.
- Isak S. J., Komorowski S. J., Merrow C. N., Poston P. E., Eyring E. M. Thermal lens measurements in liquids on a submicronsecond time scale (англ.) // Applied Spectroscopy. — 1989. — Vol. 43. — P. 419-422.
- Komorowski S. J., Ekiel I., Darzynkiewicz E., Shugar D. C-13-NMR analysis of the effects of dissociation of the hydroxyl groups of 1-beta-d-arabinofuranosylcytosine and its O'-methyl derivatives on conformation (англ.) // Carbohydrate Research. — 1981. — Vol. 89. — P. 21-32.
- Komorowski S. J., Eyring E. M. Pulse shapes of nanosecond photoacoustic signals in liquids detected by piezoelectric foil (англ.) // J. Appl. Physics. — 1987. — Vol. 62. — P. 3066-3069.
- Komorowski S. J., Grabowski Z. R., Zielenkiewicz W. Pulsed photoacoustic determination of the quantum yield of triplet-state formation (англ.) // J. Photochemistry. — 1985. — Vol. 30, no. 141-151.
- Mordzinski A., Komorowski S. J. Electronic relaxation on aza derivatives of 1,2 benzanthracene and their protonated forms — a comparative study of the quantum yield of triplet state formation (англ.) // Chemical Physics Letters. — 1985. — Vol. 114. — P. 172-177.
- Sabbah R., Komorowski S. J. Enthalpie de sublimation de la diéthyl-1,3 thymine (фр.) // Thermochimica Acta. — 1980. — Vol. 41. — P. 379-381.
- Waluk J., Komorowski S. J. Solvent-dependent photophysics of indoloquinoxaline (англ.) // J. Molecular Structure. — 1986. — Vol. 142. — P. 159-162.
- Waluk J., Komorowski S. J. Modification of photophysical behavior by hydrogen bonding indoloquinoxaline and its methylated derivatives (англ.) // Chemical Physics Letters. — 1987. — Vol. 133. — P. 368-372.
- Waluk J., Komorowski S. J., Herbich J. Excited state double proton treatment in 1-azacarbazole alcohol complexes (англ.) // J. Physical Chemistry. — 1986. — Vol. 90. — P. 3868-3871.
- Waluk J., Pakula B., Komorowski S. J. Photophysics of pseudoazulenes 7-azaindole derivatives (англ.) // Journal of Photochemistry. — 1987. — Vol. 39. — P. 49-58.